# Trifolium tenuifolium
Trifolium tenuifolium är en ärtväxtart som beskrevs av Michele Tenore. Trifolium tenuifolium ingår i släktet klövrar, och familjen ärtväxter. Inga underarter finns listade i Catalogue of Life.